# Ва-Йелех

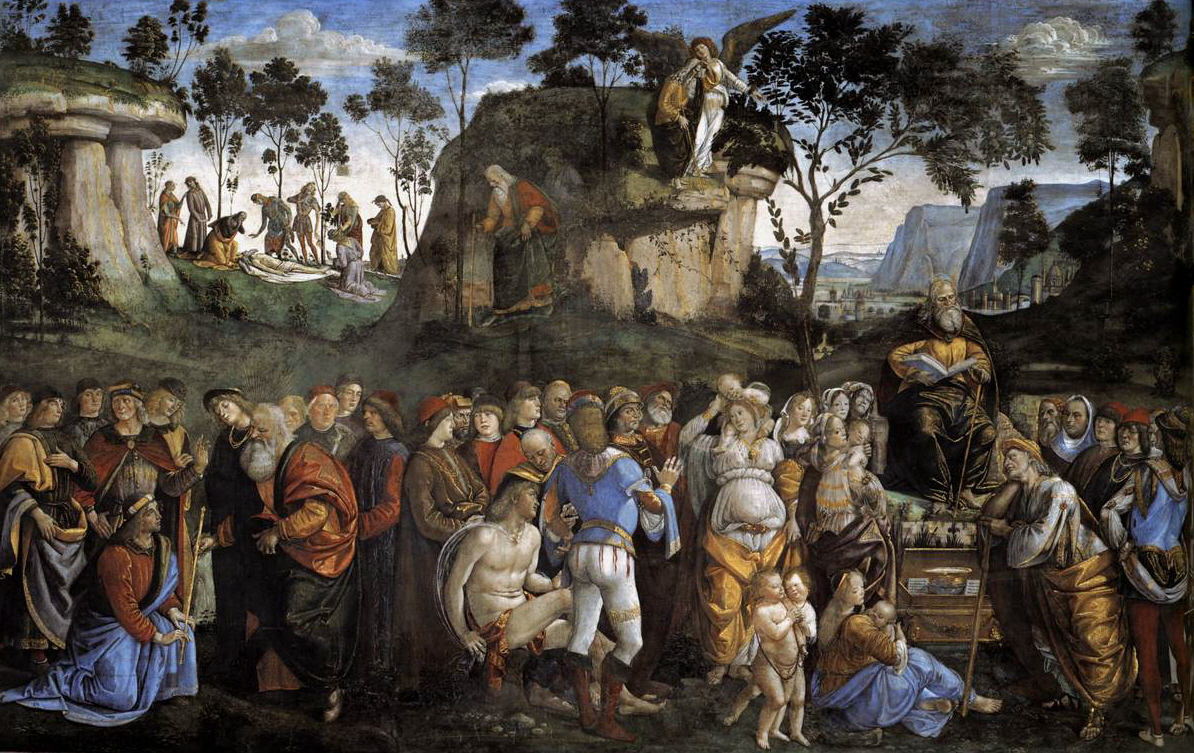
Завещание и смерть Моше. Фреска в Сикстинской капелле, авторства Луки Синьорелли, около 1481-1482 годов.

Ва-Йелех (ивр. וַיֵּלֶךְ‎) — одна из 54 недельных глав-отрывков, на которые разбит текст Пятикнижия (Хумаша). 52-й раздел Торы, 9-й раздел книги Второзакония.

## Краткое содержание
Глава описывает события последнего дня жизни Моше. Моше делает Йеошуа своим преемником, завершает записывать всю Тору на свитке, который вручает левитам для сохранения в ковчеге Завета. Даётся заповедь всеобщего собрания: каждые семь лет, в праздник Суккот первого года цикла шмиты весь еврейский народ должен собираться в Иерусалимском храме, где царь должен был читать для них Тору. Глава завершается предсказанием о том, что народ Израиля нарушит завет Всевышнего, из-за чего Бог скроет Свой лик от них, но что окончательно их потомками Тора не будет забыта никогда.